# Manizales
Manizales ist eine Gemeinde (municipio) in Zentralkolumbien und die Hauptstadt des Departamento Caldas. Die Stadt liegt im Hauptkaffeeanbaugebiet in Sichtweite des Vulkans Nevado del Ruiz.

## Geographie
Manizales liegt im Süden von Caldas in der Subregion Centrosur und liegt in der Zentralkordillere der Anden. An die Gemeinde grenzen im Norden Neira, im Osten Marulanda sowie Herveo in Tolima, im Süden Villamaría und im Westen Chinchiná, Palestina und Anserma.
Manizales ist die Hauptstadt eines der kleinsten kolumbianischen Departemente. Die Stadt hat eine „abrupte Topographie“ mit vielen Graten und steilen Hängen, die zusammen mit der seismischen Instabilität des Gebietes architektonische Anpassungen und öffentliche Arbeiten erforderlich gemacht haben, um die Stadt sicherer zu machen. Obwohl Manizales diese topographischen Schwierigkeiten hat, gibt es in seinem Umfeld fruchtbare Böden und viele Kaffeeplantagen. Die Stadt liegt im nördlichen Teil der kolumbianischen Kaffeeanbauregion („Eje Cafetero“), in der Nähe des Vulkans Nevado del Ruiz, der eine Höhe von 5.321 Metern (17.457,3 ft) hat.

## Bevölkerung
Die Gemeinde Manizales hat 401.398 Einwohner, von denen 373.815 im städtischen Teil (cabecera municipal) der Gemeinde leben (Stand: 2019).

## Geschichte
In präkolumbianischer Zeit siedelten dort Quimbaya. Manizales wurde im Jahr 1849 von 20 Antioquianern gegründet und nach einer verheerenden Feuersbrunst im Jahr 1925 als moderne Stadt wieder aufgebaut, unter anderem mit der Kathedrale von Manizales.
Der moderne Wiederaufbau mit Eisen und Zement war nicht zuletzt möglich wegen des Vorhandenseins der längsten Seilbahn der Welt, der Materialseilbahn Mariquita-Manizales.
Am 11. April 1900 wurde das römisch-katholische Bistum Manizales gegründet. Am 10. Mai 1954 wurde es zum Erzbistum Manizales erhoben.

## Wirtschaft
Wirtschaftliche Schwerpunkte der Stadt sind Kaffee, Kakao und Gold, darüber hinaus Textil-, Streichholz-, Schuh-, Getränke- und Arzneimittelindustrie.

## Bildung und Kultur

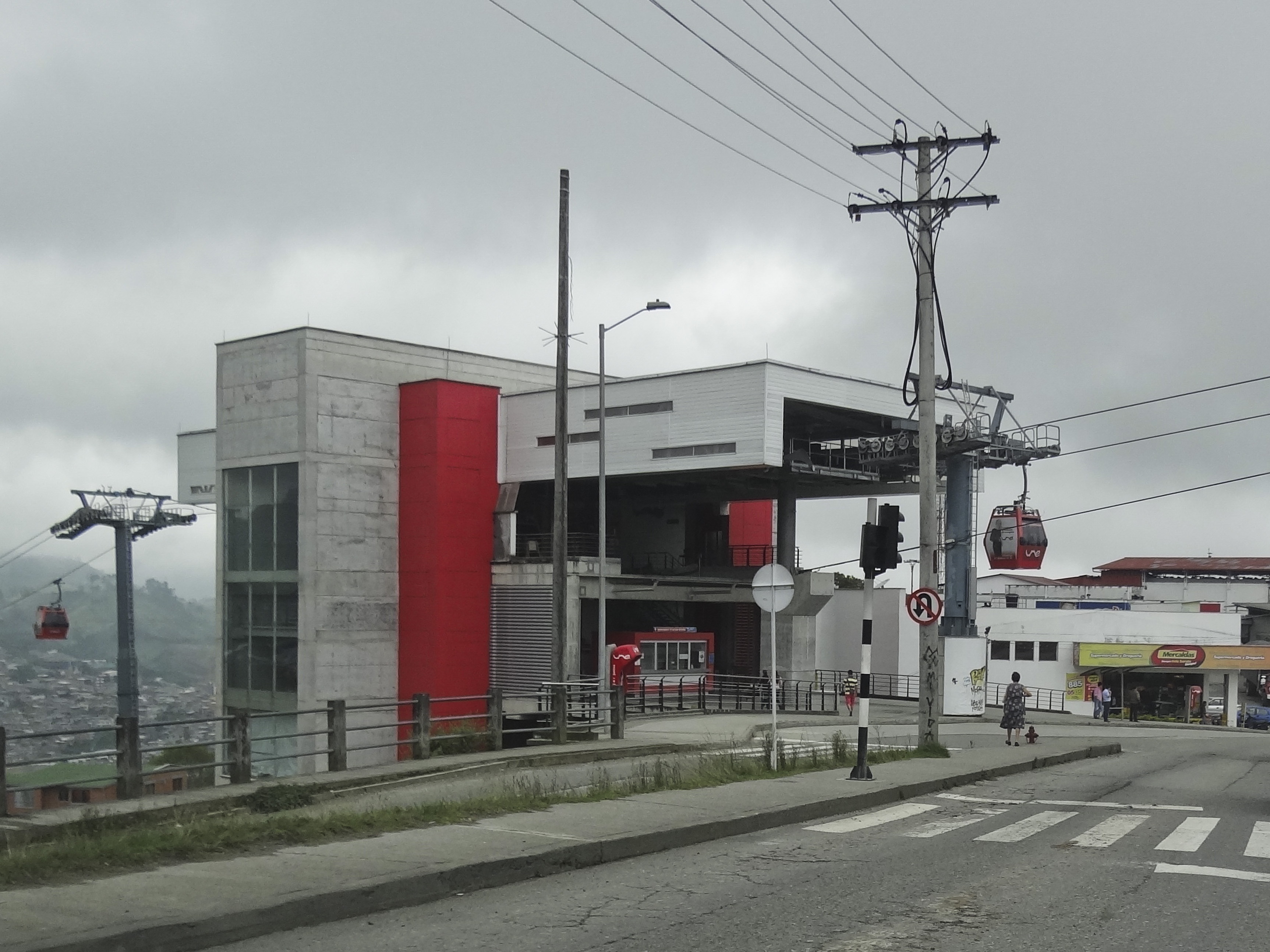
Seilbahnstation

In Manizales gibt es mehrere Universitäten, darunter die Universidad Nacional de Colombia und seit 1943 die staatliche Universität von Caldas. Seit 1968 findet jedes Jahr in Manizales ein Theaterfestival statt. Zudem gibt es neben dem Goldmuseum auch zahlreiche Museen der Universitäten, darunter z. B. das Archäologische Museum, Geologische Museum oder das Kunstmuseum mit Werken von David Manzur.

## Attraktionen
Zu den bekanntesten Attraktionen der Stadt gehören:
- Goldmuseum der Banco de la República
- Museum der Naturgeschichte der Universidad de Caldas
- Kunstmuseum der Universidad de Caldas
- Archäologisches Museum der Universidad de Caldas
- Botanischer Garten der Universidad de Caldas
- Kathedrale von Manizales, mit 113 Metern die dritthöchste Südamerikas

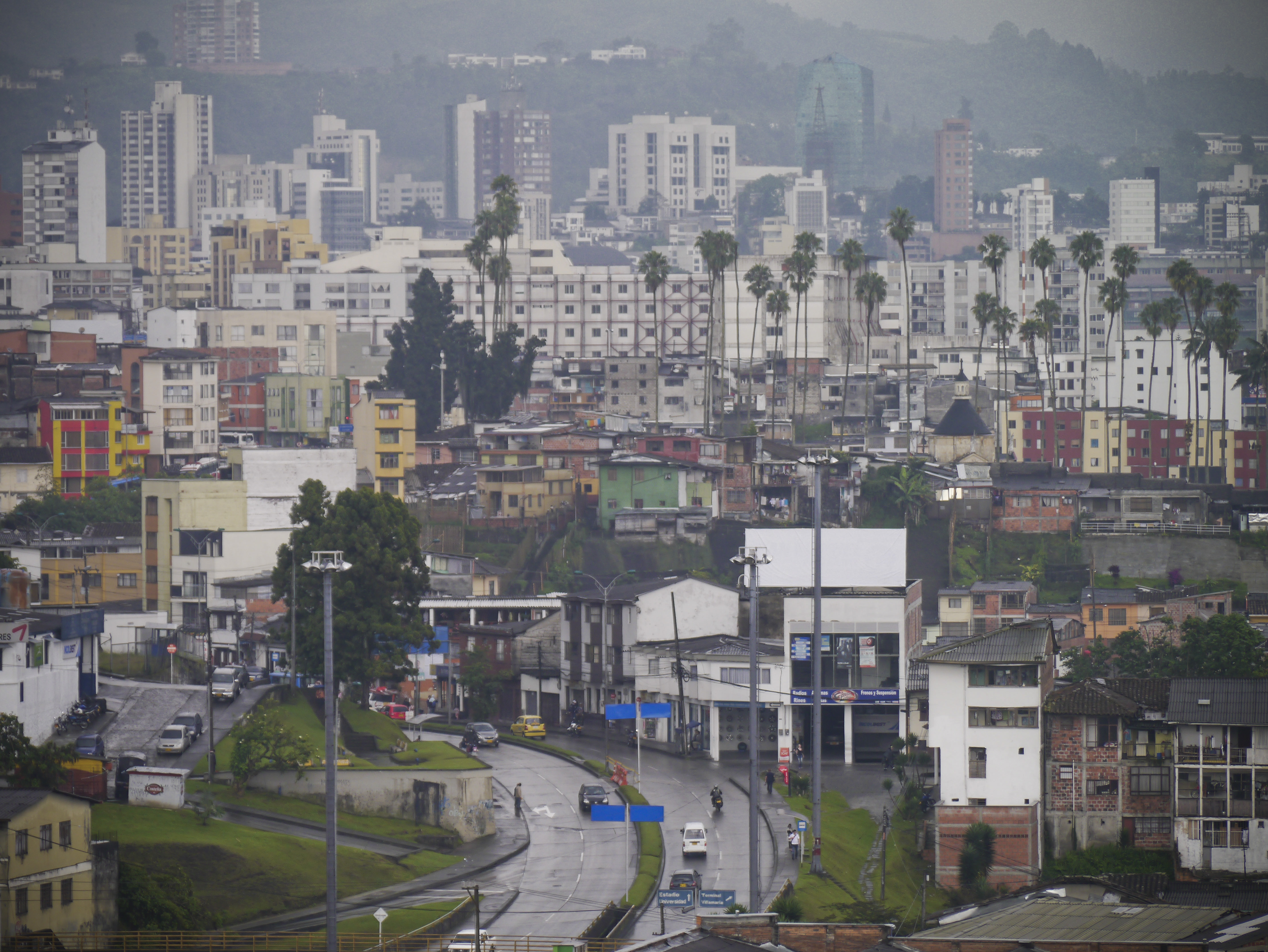
Stadtansicht

- Nevado del Ruiz
- Nationalpark Los Nevados
- El Recinto del Pensamiento
- Los Yarumos
- Termales del Ruiz
- Termales del Otún

## Sport
Der in Manizales beheimatete Fußballverein Once Caldas hat im Jahr 2004 die Copa Libertadores gewonnen.

## Städtepartnerschaften
Manizales unterhält Städtepartnerschaften mit:
- Rosario, Argentinien
- Montréal, Kanada
- Lissabon, Portugal
- Oxford, Vereinigtes Königreich
- Barcelona, Spanien
- Valencia, Spanien
- Bayamón, Puerto Rico

## Söhne und Töchter der Stadt
- Tulio Botero Salazar (1904–1981), römisch-katholischer Geistlicher
- Rubén Buitrago Trujillo (1921–1991), römisch-katholischer Ordensgeistlicher, Bischof von Zipaquirá
- Maruja Vieira (1922–2023), Dichterin und Journalistin
- Héctor Jaramillo Duque (1924–1990), römisch-katholischer Ordensgeistlicher, Bischof von Sincelejo
- Jorge García Isaza (1928–2016), Apostolischer Präfekt (1989–2000) und Vikar (2000–2003) von Tierradentro
- Augusto Aristizábal Ospina (1928–2004), Bischof von Jericó
- Samuel Silverio Buitrago Trujillo (1930–1990), römisch-katholischer Ordensgeistlicher, Erzbischof von Popayán
- Olavio López Duque (1932–2013), Bischof und Apostolischer Vikar von Casanare
- Alberto Giraldo Jaramillo (1934–2021), Erzbischof von Medellín
- Orlando Marín (1942–2014), Fußballspieler
- Carlos-Enrique Ruiz (* 1943), Dichter
- Simón Vélez (* 1949), Architekt
- Arturo Escobar (* 1952), Anthropologe
- Néstor García (1954–1993), Vulkanologe
- José Ricardo Pérez (* 1963), Fußballspieler und -trainer
- Adriana Correa (* 1969), Fußballschiedsrichterin, lebt in Manizales
- Alejandro Cortés (* 1977), ehemaliger Radrennfahrer
- Carolina la O (* 1979), Sängerin und Schauspielerin
- Elkin Soto (* 1980), Fußballspieler
- Natalia Giraldo (* 2003), Fußballtorhüterin

## Klimatabelle
|                       | Jan  | Feb  | Mär  | Apr  | Mai  | Jun  | Jul  | Aug  | Sep  | Okt  | Nov  | Dez  |   |      |
| Mittl. Tagesmax. (°C) | 22,0 | 22,0 | 22,0 | 21,5 | 21,2 | 21,1 | 21,6 | 21,7 | 21,2 | 20,7 | 20,8 | 21,3 | ⌀ | 21,4 |
| Mittl. Tagesmin. (°C) | 11,2 | 11,5 | 11,9 | 12,3 | 12,5 | 12,4 | 12,0 | 12,0 | 11,9 | 11,8 | 11,6 | 11,3 | ⌀ | 11,9 |
|                       |      |      |      |      |      |      |      |      |      |      |      |      |   |      |
| Niederschlag (mm)     | 98   | 92   | 134  | 167  | 154  | 91   | 64   | 75   | 138  | 190  | 167  | 125  | Σ | 1495 |
|                       |      |      |      |      |      |      |      |      |      |      |      |      |   |      |
| Regentage (d)         | 14   | 15   | 20   | 23   | 24   | 20   | 17   | 17   | 20   | 25   | 20   | 16   | Σ | 231  |

| 11,2 |

| 11,5 |

| 11,9 |

| 12,3 |

| 12,5 |

| 12,4 |

| 12,0 |

| 12,0 |

| 11,9 |

| 11,8 |

| 11,6 |

| 11,3 |

| 11,2 |

| 11,5 |

| 11,9 |

| 12,3 |

| 12,5 |

| 12,4 |

| 12,0 |

| 12,0 |

| 11,9 |

| 11,8 |

| 11,6 |

| 11,3 |